# 科曼山 (奇夫奇尼山脈)
47°46′50.1″N 24°50′13.6″E / 47.780583°N 24.837111°E
科曼山是烏克蘭的山峰，位於該國西部伊萬諾-弗蘭科夫斯克州，處於韋爾霍維納區，屬於奇夫奇尼山脈的一部分，海拔高度1,724米。